# Break On Through
Break On Through ist das vierte Studioalbum der deutschen Sängerin Jeanette Biedermann. Es wurde im Mai 2003 von Universal Records veröffentlicht.

## Hintergrund
Break On Through war das erste unter dem Label Universal veröffentlichte Album von Biedermann, nachdem sie sich 2003 von Polydor getrennt hatte. Trotz des Wechsels des Plattenlabels arbeitete sie weiterhin mit ihrem früheren Team zusammen. Als erste Single wurde am 3. November 2003 Rockin' on Heaven's Floor veröffentlicht. Die Single stieg sofort auf Platz 3 der deutschen Single-Charts ein. Das Album Break On Through gehört mit zwei Gold- und Platin-Auszeichnungen zu Biedermanns erfolgreichsten. Aufgrund des großen Erfolges der Platte entschied man sich für eine ausgedehnte Europatournee. Mehr als 50 Städte in über fünf Ländern und mehr als 150.000 verkaufte Konzertkarten ließen das Album und die dazugehörige Tour zu einem kommerziellen Erfolg werden. Die dazugehörige Live-DVD wurde mit Gold ausgezeichnet.
Die dritte Single-Auskopplung Hold the Line war wie zuvor Right Now offizieller Song der DTM 2004.
2005 trat Biedermann mit Auszügen aus ihrem Album in der chinesischen Ausgabe von Wetten, dass..? auf. Nachdem sie durch diesen Auftritt in Asien bekannt geworden war, folgte auch die dortige Veröffentlichung des Albums und ein Werbevertrag mit einem asiatischen Kosmetikhersteller.

## Titelliste
1. Rockin’ On Heaven’s Floor (Radio mix) (Frank Johnes, Tom Remm, Bodybrain, Wonderbra) – 3:24
2. Hold the Line (Johnes, Bodybrain, Wonderbra) – 3:40
3. Burning Alive (Johnes, Bodybrain, Wonderbra) – 3:16
4. Himalaya (Johnes, Bodybrain, Wonderbra) – 4:04
5. Rebelution (Johnes, Bodybrain, Wonderbra) – 3:18
6. We Are the Living (Johnes, Bodybrain, Wonderbra) – 3:47
7. Tellin’ You Goodbye (Johnes, Bodybrain, Wonderbra) – 3:36
8. Mystery (Johnes, Bodybrain, Wonderbra) – 3:38
9. Bad Girl (Johnes, Bodybrain, Wonderbra) – 3:18
10. 7 Nights – 7 Days (Johnes, Bodybrain, Wonderbra) – 4:18
11. Highflyer (Johnes, Bodybrain, Wonderbra) – 2:57
12. True Blue Heroes (Johnes, Bodybrain, Wonderbra) – 3:50
13. Make Love (Johnes, Bodybrain, Wonderbra) – 3:25
14. Mr. Big (Johnes, Bodybrain, Wonderbra) – 3:50
15. Forever and Ever (Johnes, Bodybrain, Wonderbra) – 3:42
16. Kick Up the Fire (Johnes, Bodybrain, Wonderbra) – 3:49

Limited-Deluxe-Edition
1. Rock City – 3:57
2. Jeanette im Studio (Video)
3. Interview
4. Best-of-Rock-My-Life-Tour-2003

Platinum Edition
1. Rock City – 3:57
2. 69 (Megalodon-Mixx) – 3:15
3. No Eternity – 3:38
4. Will You Be There (Accoustic Version) – 2:56
5. Go Back (Accoustic Version) – 3:57

## Kritik
„Das Album eröffnet mit der erträglichen Vorab-Single ‚Rockin' On Heaven's Floor‘, und das war's dann leider auch schon mit den hörbaren Titeln auf ‚Break On Through‘. […] Das Piano-Intro von ‚Hold The Line‘ ist von HIMs ‚Join Me (in Death)‘ gestohlen und wartet mit so flachen wie anbiedernden Textzeilen wie ‚Don't be so shy, guy, I stay with you to fulfill your dreams!‘ auf.“

## Singleauskopplungen
| Jahr | Titel                     | Höchstplatzierung, Gesamtwochen, AuszeichnungChartplatzierungen (Jahr, Titel, , Platzierungen, Wochen, Auszeichnungen, Anmerkungen) | Höchstplatzierung, Gesamtwochen, AuszeichnungChartplatzierungen (Jahr, Titel, , Platzierungen, Wochen, Auszeichnungen, Anmerkungen) | Höchstplatzierung, Gesamtwochen, AuszeichnungChartplatzierungen (Jahr, Titel, , Platzierungen, Wochen, Auszeichnungen, Anmerkungen) | Anmerkungen                                                |
| Jahr | Titel                     | DE | AT | CH | Anmerkungen                                                |
| ---- | ------------------------- | --- | --- | --- | ---------------------------------------------------------- |
| 2003 | Rockin’ on Heaven’s Floor | DE3 (14 Wo.)DE | AT6 (19 Wo.)AT | CH6 (14 Wo.)CH | Erstveröffentlichung: 13. Oktober 2003 Verkäufe: + 100.000 |
| 2004 | No Eternity               | DE9 (9 Wo.)DE | AT40 (6 Wo.)AT | CH43 (7 Wo.)CH | Erstveröffentlichung: 8. März 2004                         |
| 2004 | Hold the Line             | DE11 (10 Wo.)DE | AT27 (8 Wo.)AT | — | Erstveröffentlichung: 28. Juni 2004                        |

## Kommerzieller Erfolg

### Chartplatzierungen
| ChartsChartplatzierungen | Höchstplatzierung | Wochen |
| ------------------------ | ----------------- | ------ |
| Deutschland (GfK)        | 6 (38 Wo.)        | 38     |
| Österreich (Ö3)          | 7 (11 Wo.)        | 11     |
| Schweiz (IFPI)           | 10 (11 Wo.)       | 11     |

| ChartsJahrescharts (2003) | Platzierung |
| ------------------------- | ----------- |
| Deutschland (GfK)         | 98          |
| Schweiz (IFPI)            | 98          |

| ChartsJahrescharts (2004) | Platzierung |
| ------------------------- | ----------- |
| Deutschland (GfK)         | 70          |

### Auszeichnungen für Musikverkäufe
| Land/Region        | Auszeichnungen für Musikverkäufe (Land/Region, Auszeichnung, Verkäufe) | Verkäufe |
| ------------------ | ---------------------------------------------------------------------- | -------- |
| Deutschland (BVMI) | Platin                                                                 | 200.000  |
| Österreich (IFPI)  | Gold                                                                   | 15.000   |
| Insgesamt          | 1× Gold · 1× Platin ·                                                  | 215.000  |